# ألف بف
ألف بف (بالإنجليزية: Alf Pugh)‏ (1869 في المملكة المتحدة - 7 فبراير 1942 في المملكة المتحدة) هو لاعب كرة قدم بريطاني (وحمل سابقاً جنسية المملكة المتحدة لبريطانيا العظمى وأيرلندا) في مركز حراسة المرمى. شارك مع منتخب ويلز لكرة القدم. أما مع النوادي، فقد لعب مع نادي ريكسهام.